# 横山村 (山形県北村山郡)
横山村（よこやまむら）は山形県北村山郡にあった村。現在の大石田町南部、最上川左岸にあたる。

## 地理
- 山：大高根山
- 河川：最上川

## 歴史
- 1901年（明治34年）5月1日 - 大高根村の一部（横山・田沢）が分立して発足。
- 1955年（昭和30年）1月1日 - 大石田町・亀井田村と合併し、改めて大石田町が発足。同日横山村廃止。

## 交通

### 道路
- 西部街道（現・国道347号）